# Alexander Adriaenssen

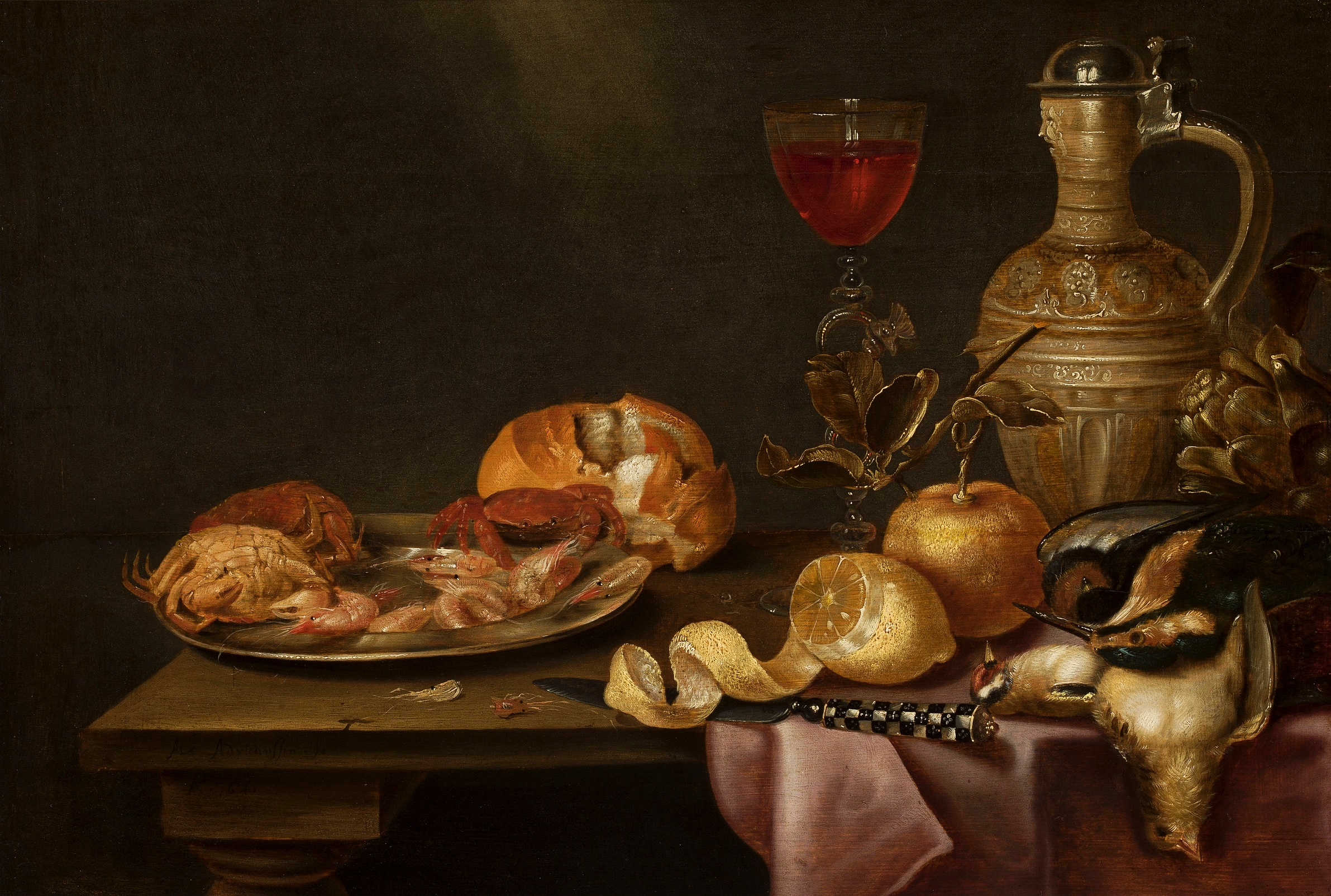
Martwa natura z krewetkami i krabami na cynowym talerzu i ubitym ptactwem, 1641, Muzeum Narodowe w Warszawie

Alexander Adriaenssen (ochrz. 16 stycznia 1587 w Antwerpii, poch. 30 października 1661 tamże) – flamandzki malarz barokowy.

## Życiorys
Był synem kompozytora Emanuela Adriaenssena i bratem malarzy Vincenta (1595-1675) i Niclaesa (1598-1648/9). W 1597 roku terminował u Artusa van Laecka (zm. w 1616), a w 1610 został mistrzem w gildii św. Łukasza w Antwerpii. Mieszkał w sąsiedztwie Rubensa, który miał dwa jego obrazy w swojej kolekcji.
Alexander Adriaenssen malował przede wszystkim martwe natury, były to najczęściej motywy kuchenne i przedstawienia ryb, ptaków, małży, warzyw, dziczyzny i owoców ułożonych w wykwintnych naczyniach. Zwykle stosował brązowo szarą kolorystykę i miękki światłocień. Na szczególną uwagę zasługują staranne i realistyczne przestawienia mokrych powierzchni i szklanych, przeźroczystych naczyń.
Artysta wykonywał także tarcze herbowe, prawdopodobnie współpracował też z innymi malarzami malując martwe natury na ich obrazach. Jego dzieła są dość rzadkie, być może część prac przypisuje się Fransowi Snydersowi i Abrahamowi van Beyerenowi, którzy malowali podobnie.
W Muzeum Narodowym w Warszawie znajduje się obraz Martwa natura z krewetkami i krabami na cynowym talerzu i ubitym ptactwem (nr inw. M.Ob.1992).

## Literatura dodatkowa
- Robert Genaille, Maciej Monkiewicz, Antoni Ziemba: Encyklopedia malarstwa flamandzkiego i holenderskiego, Warszawa: Wydawnictwa Artystyczne i Filmowe; Wydaw. Naukowe PWN, 2001. ISBN 83-221-0686-6